# Луис Изета
Луис Лука Изета (рођен 1903) је аргентински фудбалски нападач који је играо за Аргентину на Светском првенству у фудбалу 1934. Играо је и за Дефенсорес де Белграно.